# Vincent Peiris
Vincent Marius Joseph Peiris (* 11. Oktober 1941 in Moratuwa, Sri Lanka; † 13. Mai 2024 in Colombo) war ein sri-lankischer Geistlicher und römisch-katholischer Weihbischof in Colombo.

## Leben
Vincent Peiris empfing am 25. Januar 1972 das Sakrament der Priesterweihe.
Am 16. November 2000 ernannte ihn Papst Johannes Paul II. zum Titularbischof von Tacarata und bestellte ihn zum Weihbischof in Colombo. Der Erzbischof von Colombo, Nicholas Marcus Fernando, spendete ihm am 3. Februar 2001 die Bischofsweihe; Mitkonsekratoren waren der Bischof von Trincomalee-Batticaloa, Joseph Kingsley Swampillai, und der Bischof von Anuradhapura, Oswald Gomis.
Papst Franziskus nahm am 4. April 2018 seinen altersbedingten Rücktritt an.